# Origins (이매진 드래곤스의 음반)
| 전문가 평가      | 전문가 평가 |
| 총 점수          | 총 점수     |
| 출처             | 점수        |
| ---------------- | ----------- |
| AnyDecentMusic?  | 4.8/10      |
| 메타크리틱       | 59/100      |
| 평가 점수        |             |
| 출처             | 점수        |
| AllMusic         | [ 3 ]       |
| The Daily Campus | [ 4 ]       |
| Digital Journal  | A           |
| The Guardian     | [ 6 ]       |
| The Heights      | [ 7 ]       |
| The Independent  | [ 8 ]       |
| The Irish Times  | [ 9 ]       |
| Newsday          | [ 10 ]      |
| NME              | [ 11 ]      |
| Pitchfork        | 5.3/10      |

《Origins》는 키디나코너, 폴리도르 레코드, 인터스코프 레코드가 2018년 11월 9일에 발매한 미국의 팝 록 밴드 이매진 드래곤스의 네 번째 스튜디오 음반이다.
이 음반은 밴드 멤버들 자신이 직접 프로듀싱했고, 자주 협연하는 알렉스 다 키드, 매트맨 & 로빈, 존 힐, 조엘 리틀, 팀 랜돌프, 제이슨 드주지오는 밴드의 이전 노력인 《Evolve》 (2017년), 그리고 조르겐 오데가르드를 프로듀싱했다. 리더 댄 레이놀즈는 《Origins》를 《Evolve》의 "동생 같은 음반"이라고 묘사했고, 그것은 그들의 음악의 사이클을 완성할 것이라고 말했다.
《Origins》는 평론가들로부터 대체로 엇갈린 평가를 받았지만, 이 음반이 전작 《Evolve》보다 개선된 음반이라는 주장이 많았다. 이 음반에는 〈Natural〉, 〈Zero〉, 〈Machine〉, 〈Bad Liar〉의 4개의 싱글이 선행되었다. 2019년에 추가로 싱글 〈Birds〉가 발매되었다.

## 배경
《Origins》의 음반 커버와 음반을 둘러싸고 있는 몇몇 상품들이 2018년 10월 2일 온라인으로 유출되었다. 다음 날, 이매진 드래곤스는 트레일러와 함께 이 음반을 대중에게 공식적으로 발표했다. 예고편 안에서 밴드는 2018년 9월에 Evolve World Tour를 막 끝낸 것과 함께 이전 음반 《Evolve》가 나온 직후 새 음반을 발매한 이유에 대해 이야기했다. 리드 싱어인 댄 레이놀즈는 밴드가 투어 후 잠시 휴식을 취하지만, 밴드는 이미 미래에 전혀 다른 장소에 있을 것이기 때문에 즉시 프로듀싱하고 발표하는 것이 옳다고 느끼는 곡을 작곡했다고 말했다. Evolve World Tour의 끝은 즉시 《Evolve》 음반 주기를 끝내고 《Origins》 음반 주기를 시작했다.

## 홍보
이 그룹은 2018년 10월 3일, 소셜 미디어를 통해 네 번째 음반 타이틀을 발표했다. 그 음반은 같은 날 선주문되었다. 음반에는 12곡이 수록된 표준 버전, 15곡이 수록된 디지털 디럭스 버전, 16곡이 수록된 국제 디럭스 버전 등 3가지 버전이 있다.
2018년 10월 20일, 밴드는 트위터를 통해 음반의 표준 버전 트랙 목록을 공개했다. 다음날, 그들은 디럭스 음반의 트랙 리스트를 공개했다.

## 상업적 성과
《Origins》는 9만 1,000장의 앨범 등가 단위 (순수한 음반 판매량 6만 1,000장 포함)으로 미국 빌보드 200에서 2위로 데뷔해 이 밴드의 네 번째 톱 10 음반이자 세 번째 음반으로 2위에 올랐다.

## 곡 목록
| #   | 제목                | 작사·작곡                                                                      | 프로듀서              | 재생 시간 |
| --- | ------------------- | ------------------------------------------------------------------------------ | --------------------- | --------- |
| 1.  | 〈Natural〉         | 댄 레이놀즈, 벤 맥키, 웨인 서몬, 다니엘 플라츠맨, 매트맨 & 로빈, 저스틴 트랜터 | 매트맨 & 로빈         | 3:09      |
| 2.  | 〈Boomerang〉       | 레이놀즈, 맥키, 서몬, 플라츠맨, 조르겐 오드가르드                              | 오드가르드            | 3:07      |
| 3.  | 〈Machine〉         | 레이놀즈, 맥키, 서몬, 플라츠맨, 알렉스 다 키드                                 | 다 키드               | 3:01      |
| 4.  | 〈Cool Out〉        | 레이놀즈, 맥키, 서몬, 플라츠맨, 팀 랜돌프                                      | 랜돌프, 매트맨 & 로빈 | 3:37      |
| 5.  | 〈Bad Liar〉        | 레이놀즈, 맥키, 서몬, 플라츠맨, 아자 볼크먼, 오드가르드                        | 오드가르드            | 4:20      |
| 6.  | 〈West Coast〉      | 레이놀즈, 맥키, 서몬, 플라츠맨                                                 | 이매진 드래곤스       | 3:37      |
| 7.  | 〈Zero〉            | 레이놀즈, 맥키, 서몬, 플라츠맨, 존 힐                                          | 힐                    | 3:30      |
| 8.  | 〈Bullet in a Gun〉 | 레이놀즈, 맥키, 서몬, 플라츠맨, 다 키드, 제이슨 데수지오                       | 다 키드, 데수지오     | 3:24      |
| 9.  | 〈Digital〉         | 레이놀즈, 맥키, 서몬, 플라츠맨, 다 키드                                        | 다 키드               | 3:21      |
| 10. | 〈Only〉            | 레이놀즈, 맥키, 서몬, 플라츠맨, 매트맨 & 로빈, 트랜터                          | 매트맨 & 로빈         | 3:00      |
| 11. | 〈Stuck〉           | 레이놀즈, 맥키, 서몬, 플라츠맨, 다 키드, 제이슨 데수지오                       | 다 키드, 데수지오     | 3:10      |
| 12. | 〈Love〉            | 레이놀즈, 맥키, 서몬, 이도 즈미슐라니                                          | 즈미슐라니            | 2:46      |

## 인증
| 국가                                                            | 인증        | 판매량/출하량 |
| --------------------------------------------------------------- | ----------- | ------------- |
| 오스트리아 (IFPI 오스트리아)                                    | 플래티넘    | 15,000        |
| 덴마크 (IFPI Danmark)                                           | 골드        | 10,000        |
| 프랑스 (SNEP)                                                   | 2× 플래티넘 | 200,000       |
| 독일 (BVMI)                                                     | 골드        | 100,000       |
| 이탈리아 (FIMI)                                                 | 플래티넘    | 50,000        |
| 폴란드 (ZPAV)                                                   | 플래티넘    | 20,000        |
| 싱가포르 (RIAS)                                                 | 골드        | 5,000*        |
| 영국 (BPI)                                                      | 골드        | 100,000       |
| 미국 (RIAA)                                                     | 플래티넘    | 1,000,000     |
| *판매량을 기반으로 한 인증 · 판매량+스트리밍을 기반으로 한 인증 |             |               |